# Gangsta’s Paradise (Album)
Gangsta’s Paradise (englisch für „Verbrecherparadies“) ist das zweite Studioalbum des US-amerikanischen Rappers Coolio. Es erschien am 2. Oktober 1995 über die Labels Tommy Boy Records und Warner Bros.

## Produktion
Das Album wurde von Coolio selbst sowie diversen Musikproduzenten produziert. Jeweils drei Instrumentals stammen von Devon Davis, Oji Pierce, James Carter und Brian Dobbs, während Christopher Hamabe und Dominic Aldridge an der Produktion von je zwei Beats beteiligt waren. Außerdem wurden einzelne Lieder von Doug Rasheed, Jay Williams und Maurice Thompson, Poison Ivey sowie Spoon produziert. Viele Songs enthalten Samples von Stücken anderer Künstler.

## Covergestaltung
Das Albumcover zeigt Coolio, der ein lila Hemd und eine weiße Krawatte trägt. Im Hintergrund sieht man den dunklen Nachthimmel sowie Hochhäuser, deren Fenster hell erleuchtet sind. Am oberen und unteren Bildrand befinden sich die weißen Schriftzüge Coolio bzw. Gangsta’s Paradise auf schwarzem Hintergrund.

## Gastbeiträge
Bei neun der 17 Lieder treten neben Coolio weitere Musiker in Erscheinung. So hat der Sänger L. V. Gastbeiträge auf den Songs Gangsta’s Paradise und Is This Me?, wobei in Letzterem auch Rated R zu hören ist. Exercise Yo’ Game stellt eine Kollaboration mit den Rappern 40 Thevz, E-40 und Kam dar, während Coolio auf Get Up Get Down von Malika, Shorty, Leek Ratt, P.S., WC und Ras Kass unterstützt wird. 
Die Sängerin Malika ist außerdem auf Cruisin’ vertreten, und der Sänger James „JT“ Taylor hat einen Gastauftritt beim Track Too Hot. Des Weiteren sind Lashann Dendy (For My Sistas), Jeremy Monroe (A Thing Goin’ On) sowie Will Wheaton (Bright as the Sun) bei je einem Titel zu hören. Bei einzelnen Stücken sind zudem nichtgenannte Musiker für den Hintergrundgesang verantwortlich.

## Titelliste
| #  | Titel                    | Gastbeiträge                                     | Produzent                          | Länge |
| -- | ------------------------ | ------------------------------------------------ | ---------------------------------- | ----- |
| 1  | That’s How It Is         |                                                  | Coolio                             | 1:00  |
| 2  | Geto Highlites           |                                                  | Christopher Hamabe und Devon Davis | 4:59  |
| 3  | Gangsta’s Paradise       | L. V.                                            | Doug Rasheed                       | 4:00  |
| 4  | Too Hot                  | James „JT“ Taylor                                | Brian Dobbs                        | 3:40  |
| 5  | Cruisin’                 | Malika                                           | Christopher Hamabe und Devon Davis | 4:34  |
| 6  | Exercise Yo’ Game        | 40 Thevz, E-40 und Kam                           | Jay Williams und Maurice Thompson  | 4:49  |
| 7  | 1, 2, 3, 4 (Sumpin’ New) |                                                  | James Carter und Poison Ivey       | 3:33  |
| 8  | Smilin’                  |                                                  | Dominic Aldridge und James Carter  | 4:07  |
| 9  | Fucc Coolio              |                                                  | Coolio                             | 0:50  |
| 10 | Kinda High Kinda Drunk   |                                                  | Dominic Aldridge und James Carter  | 3:44  |
| 11 | For My Sistas            | Lashann Dendy                                    | Oji Pierce                         | 4:26  |
| 12 | Is This Me?              | Rated R und L. V.                                | Devon Davis                        | 4:23  |
| 13 | A Thing Goin’ On         | Jeremy Monroe                                    | Oji Pierce                         | 4:45  |
| 14 | Bright as the Sun        | Will Wheaton                                     | Oji Pierce                         | 4:47  |
| 15 | Recoup This              |                                                  | Spoon                              | 1:21  |
| 16 | The Revolution           |                                                  | Brian Dobbs                        | 3:48  |
| 17 | Get Up Get Down          | Malika, Shorty, Leek Ratt, P.S., WC und Ras Kass | Brian Dobbs                        | 5:32  |

## Singleauskopplungen
Drei Lieder des Albums wurden als Singles ausgekoppelt. Davon war besonders die erste Auskopplung zum Titelsong Gangsta’s Paradise weltweit erfolgreich, die u. a. in Deutschland, Österreich, der Schweiz, dem Vereinigten Königreich und den Vereinigten Staaten die Chartspitze erreichte sowie zahlreiche Platin-Schallplatten erhielt. Auch die beiden anderen Singles Too Hot und 1, 2, 3, 4 (Sumpin’ New) stiegen in die Charts ein.
| Jahr | Titel                    | Höchstplatzierung, Gesamtwochen, AuszeichnungChartplatzierungen (Jahr, Titel, , Platzierungen, Wochen, Auszeichnungen, Anmerkungen) | Höchstplatzierung, Gesamtwochen, AuszeichnungChartplatzierungen (Jahr, Titel, , Platzierungen, Wochen, Auszeichnungen, Anmerkungen) | Höchstplatzierung, Gesamtwochen, AuszeichnungChartplatzierungen (Jahr, Titel, , Platzierungen, Wochen, Auszeichnungen, Anmerkungen) | Höchstplatzierung, Gesamtwochen, AuszeichnungChartplatzierungen (Jahr, Titel, , Platzierungen, Wochen, Auszeichnungen, Anmerkungen) | Höchstplatzierung, Gesamtwochen, AuszeichnungChartplatzierungen (Jahr, Titel, , Platzierungen, Wochen, Auszeichnungen, Anmerkungen) | Anmerkungen |
| Jahr | Titel                    | DE | AT | CH | UK | US | Anmerkungen |
| ---- | ------------------------ | --- | --- | --- | --- | --- | --- |
| 1995 | Gangsta’s Paradise       | DE1 ×2Doppelplatin · (50 Wo.)DE | AT1 Platin · (35 Wo.)AT | CH1 ×2Doppelplatin · (62 Wo.)CH | UK1 ×4Vierfachplatin · (36 Wo.)UK                                                                                                   | US1 ×3Dreifachplatin · (38 Wo.)US                                                                                                   | Erstveröffentlichung: 1. August 1995 Verkäufe: + 7.520.000; feat. L. V. Original: Stevie Wonder – Pastime Paradise |
| 1995 | Too Hot                  | DE24 (17 Wo.)DE | — | CH18 (9 Wo.)CH | UK9 (6 Wo.)UK | US24 (15 Wo.)US | Erstveröffentlichung: 21. November 1995 Verkäufe: + 7.500; Original: Kool & the Gang                               |
| 1996 | 1, 2, 3, 4 (Sumpin’ New) | DE39 (12 Wo.)DE | — | — | UK13 (7 Wo.)UK | US5 Gold · (21 Wo.)US | Erstveröffentlichung: 20. Februar 1996 Verkäufe: + 792.500                                                         |

## Rezeption
| Professionelle Bewertungen | Professionelle Bewertungen |
| -------------------------- | -------------------------- |
| Kritiken                   |                            |
| Quelle                     | Bewertung                  |
| Rolling Stone              | [ 4 ]                      |
| allmusic                   | [ 5 ]                      |
| RapReviews                 | [ 6 ]                      |

Bei den Grammy Awards 1997 wurde Gangsta’s Paradise in der Kategorie Best Rap Album nominiert, unterlag jedoch The Score von den Fugees. Dagegen konnte der Song Gangsta’s Paradise bei den Grammy Awards 1996 den Preis in der Kategorie Best Rap Solo Performance gewinnen.

## Kommerzieller Erfolg

### Chartplatzierungen
Gangsta’s Paradise stieg am 20. November 1995 auf Platz 16 in die deutschen Albumcharts ein und erreichte neun Wochen später mit Rang 6 die Höchstposition. Insgesamt konnte es sich 28 Wochen in den Top 100 halten. In den USA belegte das Album Platz 9 und hielt sich 62 Wochen in den Top 200. Auch in Österreich, der Schweiz und Großbritannien erreichte das Album die Charts. In den deutschen Jahrescharts 1996 belegte der Tonträger Rang 45.
| ChartsChartplatzierungen       | Höchstplatzierung | Wochen |
| ------------------------------ | ----------------- | ------ |
| Deutschland (GfK)              | 6 (28 Wo.)        | 28     |
| Österreich (Ö3)                | 4 (16 Wo.)        | 16     |
| Schweiz (IFPI)                 | 2 (29 Wo.)        | 29     |
| Vereinigte Staaten (Billboard) | 9 (62 Wo.)        | 62     |
| Vereinigtes Königreich (OCC)   | 18 (29 Wo.)       | 29     |

| ChartsJahrescharts (1996) | Platzierung |
| ------------------------- | ----------- |
| Deutschland (GfK)         | 45          |
| Österreich (Ö3)           | 41          |
| Schweiz (IFPI)            | 21          |

### Auszeichnungen für Musikverkäufe
| Land/Region                  | Auszeichnungen für Musikverkäufe (Land/Region, Auszeichnung, Verkäufe) | Verkäufe  |
| ---------------------------- | ---------------------------------------------------------------------- | --------- |
| Australien (ARIA)            | Gold                                                                   | 35.000    |
| Belgien (BRMA)               | Gold                                                                   | 25.000    |
| Deutschland (BVMI)           | Gold                                                                   | 250.000   |
| Frankreich (SNEP)            | 2× Gold                                                                | 200.000   |
| Kanada (MC)                  | Platin                                                                 | 100.000   |
| Neuseeland (RMNZ)            | Platin                                                                 | 15.000    |
| Niederlande (NVPI)           | Gold                                                                   | 50.000    |
| Schweden (IFPI)              | Gold                                                                   | 50.000    |
| Vereinigte Staaten (RIAA)    | 2× Platin                                                              | 2.000.000 |
| Vereinigtes Königreich (BPI) | Gold                                                                   | 100.000   |
| Insgesamt                    | 8× Gold · 4× Platin ·                                                  | 2.825.000 |